# Henquet
Henquet is een Nederlands merk van stroop. Het merk wordt tegenwoordig geproduceerd door Frumarco B.V. te Beesel.

## Geschiedenis
In 1899  vroeg fruithandelaar P.H. Mulder een vergunning aan bij de gemeente Eijsden voor het maken van stroop samen met zijn compagnon Van Der Leur. Ze werkten met drie kookketels die door stoom werden verhit. Voor zover bekend was de Eijsdense stroopstokerij op dat moment de enige stroopstokerij die met stoomkracht werkte. Voor het persen van de bieten en de vruchten gebruikten ze drie hydraulische persen. 
In 1906 verkochten ze het bedrijf met onbekende reden aan Wilhelmus Johannes Josephus (Guillaume) Henquet. In de periode 1907-1909 produceerde Henquet per jaar ca. 55.000 kg stroop. De verkoopprijs van fruitstroop bedroeg toen tussen de 19 en 27 cent per kilo.
Dankzij enkele moderniseringen door de jaren heen steeg de productie tot ca. 70.000 kg in 1912.
In 1923 werd de stoommachine vervangen door een elektromotor. 
De jaren 50 en 60 waren goede tijden voor Henquet. De vraag naar stroop bleef aanzienlijk en de fabriek deed goede zaken. Tegelijkertijd nam de concurrentie toe. Zij installeerden nieuwe machines die het mogelijk maakten het productieproces vergaand te automatiseren.
Om gelijke tred de houden met deze concurrenten en om te voldoen aan de steeds strengere eisen van de Warenwet, waren grote investeringen nodig. De Henquet stroopstokerij kon niet mee in deze concurrentieslag en had bovendien te kampen met het probleem van de opvolging. Het doek viel voor Siroopfabriek Guilliaume Henquet in 1986. De receptuur en de klantenkring werden overgenomen door stroopfabriek Sicof in Beek. Sicof ging later samen met Timson en werd in 1993 Frumarco B.V. in Beesel.

## Bron
- Serge Langeweg, Stroopstoken in Limburg van ambacht tot fabriek